# Alstom Citadis 403
| Citadis 403            | Citadis 403                                           | Citadis 403                                           |
|                        | erste Generation                                      | zweite Generation                                     |
| ---------------------- | ----------------------------------------------------- | ----------------------------------------------------- |
|                        |                                                       |                                                       |
| Nummerierung:          | 2001–2041                                             | 3001–3022, 3031–3047                                  |
| Anzahl:                | 41                                                    | 39                                                    |
| Hersteller:            | Alstom                                                | Alstom                                                |
| Plattform:             | Citadis                                               | Citadis                                               |
| Baujahr(e):            | 2005–2007                                             | 2016–2018, 2021–2022                                  |
| Achsformel:            | 2’Bo’Bo’Bo’2’                                         | 2’Bo’Bo’Bo’2’                                         |
| Spurweite:             | 1435 mm (Normalspur)                                  | 1435 mm (Normalspur)                                  |
| Länge:                 | 45,06 m                                               | 45,5 m                                                |
| Breite:                | 2,4 m                                                 | 2,4 m                                                 |
| Drehgestellachsstand:  | 1600 mm (Arpège-Laufwerke) 1200 mm (Laufdrehgestelle) | 1600 mm (Arpège-Laufwerke) 1200 mm (Laufdrehgestelle) |
| Leermasse:             | 55,2 t                                                |                                                       |
| Höchstgeschwindigkeit: | 60 km/h                                               | 60 km/h                                               |
| Dauerleistung:         | 6 × 120 kW                                            | 6 × 120 kW                                            |
| Triebraddurchmesser:   | 590 mm                                                | 590 mm                                                |
| Laufraddurchmesser:    | 410 mm                                                | 410 mm                                                |
| Stromübertragung:      | Einholmstromabnehmer                                  | Einholmstromabnehmer                                  |
| Antrieb:               | Drehstrom-Asynchronmaschinen                          | Drehstrom-Asynchronmaschinen                          |
| Betriebsart:           | Zweirichtungswagen                                    | Zweirichtungswagen                                    |
| Sitzplätze:            |                                                       |                                                       |
| Fußbodenhöhe:          | 350 mm                                                | 350 mm                                                |
| Niederfluranteil:      | 100 %                                                 | 100 %                                                 |

Der Citadis 403 ist ein niederfluriger Straßenbahn-Fahrzeugtyp aus der Citadis-Familie des Herstellers Alstom. Von 2005 bis 2022 wurden in zwei Generationen insgesamt 80 Wagen für die Straßenbahn Straßburg gebaut. Von den Citadis-Typen 301/401 und 202/302/402/502 unterscheiden sich die Fahrzeuge insbesondere durch die Anordnung von Drehgestellen mit besonders kleinen Radsatzabständen und Rädern unter den Führerständen. Diese Bauweise wurde auch bei einigen Varianten des Typs Citadis X05 aufgegriffen. Für den Einsatz auf der Strecke nach Kehl sind die Citadis 403 nicht nur nach französischen Regularien zugelassen, sondern auch nach der deutschen Straßenbahn-Bau- und Betriebsordnung (BOStrab).

## Beschaffung und Einsatz
Den Auftrag für die ersten 35 und optional zwölf weitere Fahrzeuge erhielt Alstom im Juli 2003. Diese dienten der Erweiterung des Fuhrparks im Rahmen des fortschreitenden Netzausbaus. Die standardmäßigen Citadis-Typen 401 und 402 waren ungeeignet, weil die Infrastruktur auf den zuvor beschafften Fahrzeugtyp Eurotram ausgelegt worden war und dadurch die Überhänge an den Wagenenden nicht zuließ. Ursprünglich hatte Alstom deshalb den Cityway II in einem passenden Design angeboten. Die konkurrierenden Angebote waren eine etwas preisgünstiger ausgeführte Eurotram von Bombardier sowie ein auf dem NF10 der Straßenbahn Düsseldorf basierender Fahrzeugtyp von Siemens, welchem auch der Citadis 403 konzeptionell sehr ähnlich ist. Die Auslieferung der nach teilweiser Optionseinlösung 41 Fahrzeuge der ersten Generation erfolgte von 2005 bis 2007. Sie wurden, anders als andere Citadis, im Alstom-Werk in Reichshoffen gebaut.
Erst 2014 wurden weitere Fahrzeuge bestellt, welche ein anderes, nicht an die Eurotram angelehntes Design erhielten. Dieser Auftrag belief sich auf zunächst zwölf und optional 38 weitere Einheiten. Wie bei der ersten Generation wurde die Option nicht vollständig eingelöst. Die ersten 22 Fahrzeuge wurden von 2016 bis 2018 ausgeliefert, weitere 17 von 2021 bis 2022. Die zweite Generation dient zum Teil ebenfalls der Erweiterung des Fuhrparks für den weiteren Netzausbau, zum Teil jedoch auch zum Ersatz der ersten Eurotram-Serie. Zur betreffenden Phase des Netzausbaus gehörte auch die Strecke nach Kehl, weshalb die Anforderungen der BOStrab von Anfang an berücksichtigt wurden. Zur Unterscheidung von der ersten Generation wird bei der zweiten Generation teilweise das Kürzel NG der Typenbezeichnung angefügt (Citadis 403 NG).
Im April 2023 wurden 22 weitere Fahrzeuge der gleichen Grundkonzeption bestellt, welche jedoch insbesondere durch die Verwendung Permanentmagneterregter Synchronmaschinen dem Typ Citadis 405 zuzuordnen sind. Unterschieden werden die nun drei Straßburger Citadis-Generation lokal auch als Citadis 1 (für 403), Citadis 2 (für 403 NG) und Citadis 3 (für 405).

## Technik und Aufbau
Der Citadis 403 ist als siebenteilige Kombination aus verschiedenen Gelenkwagen-Bauformen ausgeführt. Die fünf Mittelteile folgen dem Konzept der Multigelenkwagen; es sind drei kurze Wagenteile mit je einem angetriebenen Arpège-Laufwerk und zwei etwas längere laufwerkslose Wagenteile abwechselnd angeordnet, wie es sie in anderer Anzahl und Anordnung auch beim Standard-Typ Citadis 402 gibt. Auf die äußeren Laufwerksmodule sind die charakteristischen Endwagen mit je einem Kleinradlaufdrehgestell unter dem Führerstand aufgesattelt. In diesen sowie in den zwei laufwerkslosen Mittelteilen gibt es je zwei Doppeltüren pro Einstiegsseite. Die Türen haben die bei niederflurigen Straßenbahnwagen übliche lichte Weite von je 1300 mm.
Die Kleinraddrehgestelle basieren auf denjenigen, welche im Mittelteil des Typs NGT8D der Straßenbahn Magdeburg verwendet werden, sind jedoch nicht identisch. Der Radsatzabstand von 1200 mm sowie der Raddurchmesser (im Neuzustand) von 410 mm wurden jedoch beibehalten. Die Laufdrehgestelle tragen die Magnetschienenbremsen, die Radsätze sind ungebremst. Obwohl mit dieser Bauweise nur sechs der insgesamt zehn Radpaare des Fahrzeugs angetrieben sind, beträgt der für die Antriebs-Adhäsion wirksame Anteil der Masse bei üblicher Verteilung der Fahrgäste ungefähr 79 %.
Von den sechs Gelenken hat nur jedes zweite den beim Befahren von Kuppen und Wannen benötigten Freiheitsgrad des Nickens, so dass sich der Citadis 403 in dieser Hinsicht wie ein Gelenkwagen mit einem vierachsigen Wagenteil und drei aufgesattelten zweiachsigen Wagenteilen verhält.